# Асадаускайте, Лаура
Ла́ура Асада́ускайте-Заднепровскене (лит. Laura Asadauskaitė-Zadneprovskienė; род. 28 февраля 1984, Вильнюс) — литовская пятиборка, чемпионка Олимпийских игр 2012 года, серебряный призёр Олимпийских игр 2020 года в Токио.

## Биография
Выросла в Вильнюсе, училась в средней школе Озо. С 10 лет занималась плаванием, первая тренер — Ирена Юревич.
В 2002—2007 годах училась в Вильнюсском педагогическом университете, получила степень бакалавра физической культуры и спорта. В 2011 году окончила магистратуру университета Миколаса Ромериса по специальности администрирование и политика Европейского Союза. С 2003 года служит в Добровольных силах охраны края, участвует в соревнованиях по пятиборью среди военных.
В 2007 году на чемпионате мира в Берлине завоевала бронзовую медаль. На Олимпийских играх в Пекине заняла 15 место. В 2009 году на чемпионате мира в Лондоне завоевала серебряную медаль. В 2011 году на чемпионате мира в Москве заняла 3 место. На Олимпийских играх 2012 года завоевала золотую медаль, набрав 5408 очков, улучшив при этом олимпийский рекорд. На Чемпионате мира (2013, Тайвань) впервые завоевала золотую медаль в личном первенстве.

## Семья
Муж и тренер — Андрей Заднепровский, известный литовский пятиборец, двукратный призёр Олимпийских игр. Дочь — Адриана, родилась в 2010 году.

## Награды
- Большой командорский крест ордена Великого князя Литовского Гядиминаса (3 июня 2020 года)
- Большой командорский крест ордена «За заслуги перед Литвой» (16 августа 2012 года)[1].
- В 2011 году была признана лучшим спортсменом Литвы.[2].
- Медаль ордена «За заслуги перед Литвой» (16 ноября 2007 года).